# Werner
Werner ist ein männlicher deutscher Vorname und ein Familienname.

## Herkunft und Bedeutung
Das zweite Element von Wern(h)er ist althochdeutsch heri, „Menge, Heer(schar)“. Die Herkunft des ersten Elements ist umstritten: Wahrscheinlich liegt hier althochdeutsch waron, „(be)wahren, Acht geben“, zugrunde, oder das verwandte warnon, „sich vorsehen, sich hüten“, (vgl. „warnen“), eigentlich „auf etwas sehen, etwas gewahren“. Ob der Stammesname der Warnen hierher gehört, ist unklar. Nach anderer Deutung geht dieser Namensteil zurück auf althochdeutsch weren, „wehren“. Die Kombination der beiden Namensteile hat wahrscheinlich nichts weiter zu bedeuten; Namenglieder wurden im frühen Mittelalter häufig beliebig kombiniert.

## Verbreitung
Am Anfang des 20. Jahrhunderts war Werner ein mäßig populärer Name, dessen Beliebtheit jedoch schnell anstieg. Vom Anfang der 1910er bis zum Ende der 1930er Jahre und erneut Ende der 1940er, Anfang 1950er Jahre gehörte er zu den zehn meistvergebenen Namen des jeweiligen Jahrgangs. In den 1960ern sank seine Verbreitung stark, seit Anfang der 1970er werden kaum noch Jungen Werner genannt.

## Namenstag
- 11. Januar Werner von Merseburg
- 19. April (Werner von Oberwesel) – seit 1963 nicht mehr als heilig kanonisiert.
- 4. Juni (Sl. Werner von Ellerbach)
- 1. Oktober (Hl. Werner von Wilten)

## Varianten
- deutsch: Werner, Wernher
- friesisch: Warner
- niederdeutsch: Warn
- Ripuarisch (Rheinische Dialekte) Nieres[3]
- englisch: Warren, Vern
- skandinavisch, tschechisch: Verner
- französisch: Garnier, Vernier, Grenier
- italienisch: Guarniero, Guarnieri
- finnisch: Verneri

## Namensträger

### Vorname Werner

#### Mittelalter
- Werner, Reichsbannerträger und Gaugrafen in Hessen
- Werner I. (≈1150–1215), Begründer des Geschlechts der Grafen von Battenberg und Wittgenstein
- Werner I. von Habsburg (975/80–1028), Bischof von Straßburg 1002–28
- Werner I. (1030–1096), Graf von Habsburg
- Werner I. (≈1000–1040), Gaugraf in Hessen, Graf von Winterthur, Reichsbannerträger
- Werner I. von Veltheim (um 1100), Neffe des Bischofs Burchard II. von Halberstadt
- Werner I. († 1068), von 1045 bis 1068 Abt im Kloster St. Blasien
- Werner I.  (≈760/65–814), entstammte der Stiftergruppe um die Klöster Hornbach und Mettlach (Bliesgau)
- Werner I. von Falkenstein (≈1234/37–1300), Adliger des Hauses Falkenstein
- Werner II., Graf von Habsburg
- Werner II. (≈1020–1053), Gaugraf in Hessen und im Neckargau, Reichsbannerträger
- Werner II. von Achalm (≈1048/49–1079), Bischof von Straßburg 1065–79
- Werner II. von Alvensleben (vor 1429–1472/77), Burgherr auf Gardelegen, Kurfürstlich Brandenburgischer Rat und Hofmarschall
- Werner III. (≈1040/45–1065), Gaugraf in Hessen, im Neckargau und im Niederlahngau, Reichsbannerträger
- Walaho IV., auch Werner IV., († wohl vor 890), Graf im Wormsgau nach 840
- Werner IV. (≈1060–1121), Gaugraf in Hessen und im Neckargau, Burggraf von Worms, Reichsbannerträger
- Werner († 973), Graf vom Zülpichgau
- Werner von Homberg (1284–1320), Minnesänger und Ritter
- Werner von Küssenberg († 1178), von 1170 bis 1178 Abt im Kloster St. Blasien
- Werner von Kyburg († 1030), Graf aus dem Geschlecht der Kyburger
- Werner (Lavant) († 1317), Bischof von Lavant
- Werner (Liesborn) († 1224), Abt des Benediktinerklosters Liesborn
- Werner von Merseburg († 1093), Bischof von Merseburg von 1063 bis 1093
- Werner von Minden († 1170), von 1153 bis 1170 Bischof von Minden
- Werner von Oberwesel (1271–1287), angebliches Opfer eines Ritualmords
- Werner (≈899 – 920 oder 935), Graf im Nahegau, Speyergau und Wormsgau um 890/910
- Werner von Staufen (* um 1170/75; † frühestens 1213), von 1206 bis 1209 Bischof von Konstanz
- Werner von Steußlingen (auch Wernher, Wezelin, Wezelo, Werinher, Wessilo, Wezel; † 1078), katholischer Erzbischof von Magdeburg
- Werner von Steußlingen († 1151), von 1132 bis 1151 Bischof von Münster

#### Neuzeit

##### A–K
- Werner Arndt (* 1960), deutscher Politiker (SPD), Bürgermeister von Marl
- Werner Best (1903–1989), deutscher Jurist, Polizeichef, SS-Obergruppenführer und Politiker der NSDAP
- Werner Biel (1927–2006), deutscher Ruderer
- Werner Böhm (1941–2020), deutscher Musiker und Sänger, bekannt als Gottlieb Wendehals
- Werner Böttcher (1909–1944), deutscher Leichtathlet
- Werner Braun (1926–2012), deutscher Musikwissenschaftler
- Werner Christie (* 1949), norwegischer Politiker und Mediziner
- Werner Dausien (1927–2001), deutscher Buchhändler und Verleger
- Werner Dies (1928–2003), deutscher Jazz-Tenorsaxophonist, Klarinettist und Gitarrist des traditionellen und Modern Jazz
- Werner Dollinger (1918–2008), deutscher Politiker (CSU)
- Werner Eberth (* 1935), deutscher Jurist und Heimatforscher
- Werner W. Ernst (* 1947), österreichischer Politikwissenschaftler
- Werner Faymann (* 1960), österreichischer Politiker und Bundeskanzler (2008–2016)
- Werner Forßmann (1904–1979), deutscher Kardiologe, Urologe und Chirurg
- Werner Franz (* 1972), österreichischer Skirennläufer
- Werner Garten (1930–2022), deutscher Fußballspieler
- Werner E. Gerabek (* 1952), deutscher Medizinhistoriker und Verleger
- Werner Golz (1933–1974), deutscher Schachspieler und -journalist
- Werner Grissmann (* 1952), österreichischer Skirennläufer
- Werner Hansch (* 1938), deutscher Sportjournalist
- Werner Heisenberg (1901–1976), deutscher Wissenschaftler und Nobelpreisträger (Physik)
- Werner Herklotz (* 1931), ehemaliger deutscher Politiker (SED) und Diplomat
- Werner Herzog (* 1942), deutscher Filmregisseur, Opernregisseur, Filmproduzent, Schauspieler und Schriftsteller
- Werner Höfer (1913–1997), deutscher Journalist und Fernsehmoderator
- Werner Huth (1905–unbekannt), Bob- und Motorradrennfahrer
- Werner Ingold (1919–1995), Schweizer Chemiker und Unternehmer
- Werner Kämmerer (1873–unbekannt), deutscher Luftfahrtpionier in Kolumbien
- Werner Klemperer (1920–2000), deutsch-amerikanischer Schauspieler und Musiker
- Werner Klüppelholz (* 1946), deutscher Musikwissenschaftler, Forschungsgebiet u. a.: Musik in den Massenmedien
- Werner Kogler (* 1961), österreichischer Politiker (Grüne) und Vizekanzler (seit 2020)
- Werner Kohlmeyer (1924–1974), deutscher Fußballspieler
- Werner Kolter (* 1949), deutscher Politiker (SPD)
- Werner Krauß (1884–1959), deutscher Schauspieler
- Werner Krauss (1900–1976), deutscher Romanist
- Werner Krauß (* 1938), deutscher Fußballspieler
- Werner Krauß (* 1957), deutscher Ethnologe
- Werner Kreindl (1927–1992), österreichischer Schauspieler
- Werner Krenn (* 1943), österreichischer Opernsänger und Schauspieler
- Werner Krone (1916–2004), deutscher Volkswirt und Hochschullehrer
- Werner Kuchar (1971–2013), deutscher katholischer Priester und Schriftsteller

##### L–N
- Werner Lang (1920–2017), deutscher Internist, Tropenmediziner und Hochschullehrer
- Werner Lantermann (* 1956), deutscher Ornithologe
- Werner Liebrich (1927–1995), deutscher Fußballspieler, Weltmeister
- Werner Limbach (1932–2021), deutscher Radrennfahrer
- Werner Lindenau (1892–1975), deutscher Offizier, Konteradmiral
- Horst-Werner Loos (1915–1981), deutscher Schauspieler
- Werner Lorant (1948–2025), deutscher Fußballtrainer und ehemaliger -spieler
- Werner Lüken (* 1939), deutscher Manager und Verbandsfunktionär
- Werner von Melle (1853–1937), deutscher Jurist, Hamburger Senator und Bürgermeister
- Werner Mellmann (* 1910 oder 1911; † 1938), deutscher Motorradrennfahrer
- Werner Meng (1948–2016), deutscher Rechtswissenschaftler und Hochschullehrer
- Werner Mohl (* 1950), österreichischer Herzchirurg und Hochschullehrer
- Werner Mölders (1913–1941), deutscher Jagdflieger
- Werner Müller (1900–1955), deutscher Jurist und Politiker
- Werner Müller (1900–1982), deutscher Maschineningenieur, Manager und Landrat
- Werner Müller (1906–1996), deutscher Manager und Sportfunktionär
- Werner Müller (1907–1990), deutscher Ethnologe
- Werner Müller (1910–1996), deutscher Politiker (CSU)
- Werner Müller (1920–1998), deutscher Komponist, Dirigent und Arrangeur
- Werner Müller (1923–2006), deutscher Holzbildhauer und Zeichner
- Werner Müller (1924–1999), deutscher Heimatforscher
- Werner Müller (1926–2012), deutscher Fußballspieler
- Werner Müller (* 1926), deutscher Fußballspieler
- Werner Müller (1927–1983), deutscher Politiker (DBD)
- Werner Müller (1946–2019), deutscher Manager und Politiker
- Werner Müller (* 1946), deutscher Historiker und Hochschullehrer
- Werner Müller (* 1949), deutscher Mathematiker und Hochschullehrer
- Werner Müller (* 1952), Schweizer Architekt und Sportfunktionär
- Werner Müller (* 1956), deutscher Biologe und Hochschullehrer
- Werner Müller (* 1957), deutscher Theaterintendant und Regisseur
- Werner Müller (* 1959), Schweizer Politiker (CVP)
- Werner Müller-Esterl (* 1948), deutscher Biochemiker und Hochschullehrer
- Werner Müller-Warmuth (* 1929), deutscher Chemiker
- Werner A. Müller (1937–2022), deutscher Biologe, Hochschullehrer und Buchautor
- Werner E. G. Müller (* 1942), deutscher Biochemiker
- Werner Günther Müller (* 1965), österreichischer Statistiker
- Werner Otto Müller-Hill (1885–1977), deutscher Jurist
- Werner Münch (* 1940), deutscher Politiker (CDU), Ministerpräsident von Sachsen-Anhalt
- Werner Munzinger (1832–1875), Schweizer Afrikaforscher
- Werner Murgg (* 1958), österreichischer Politiker (KPÖ), Abgeordneter zum steirischen Landtag
- Werner Nachmann (1925–1988), deutscher Politiker, Vorsitzender des Zentralrats der Juden in Deutschland
- Werner Neuer (* 1951), deutscher evangelischer Pfarrer und systematischer Theologe
- Werner Neus (* 1959), deutscher Wirtschaftswissenschaftler, Hochschullehrer
- Werner Neuse (1899–1986), deutscher Germanist, Hochschullehrer
- Werner Niefer (1928–1993), deutscher Automobilmanager (Mercedes-Benz AG)
- Werner Nievelstein (1941–2023), deutscher Fußballspieler
- Werner Nürnberg (1909–1986), deutscher Elektrotechniker, Hochschullehrer

##### P–Z
- Werner Papke (1944–2019), deutscher Naturwissenschaftshistoriker und Religionswissenschaftler
- Werner Pees (* 1956), Domkapellmeister am Bamberger Kaiserdom
- Werner Pinzner (1947–1986), deutscher Auftragsmörder, bekannt als „St.-Pauli-Killer“
- Werner Pöllmann (* 1953), deutscher Pädagoge und Heimatforscher
- Werner Reinke (* 1946), deutscher Hörfunkmoderator
- Werner Rittberger (1891–1975), deutscher Eiskunstläufer, Namensgeber des Rittberger-Sprungs
- Werner von Rosenfeldt (1639–1710), schwedischer Admiral, Kartograf und Poet
- Werner Schneider (1915–1997), deutscher Fußballspieler
- Werner Schneider (1920–1995), deutscher Sportmoderator
- Werner Schneider (1935–2022), deutscher Designer und Kalligraf
- Werner Schneider (* 1938), deutscher Fußballspieler
- Werner Schneider (* 1954), deutscher Fußballspieler
- Werner Schneyder (1937–2019), österreichischer Kabarettist
- Werner Schodoler (1490–1541), Schweizer Chronist
- Werner Schröder (1907–1985), deutscher Zoologe, Botaniker und Paläontologe
- Werner Schröder (1914–2010), deutscher Mediävist und Germanist
- Werner Schröder (1916–2010), deutscher Jurist und Richter
- Werner Schröder (1924–2019), deutscher Theologe
- Werner Schröder (1929–1991), deutscher Oberst des Ministeriums für Staatssicherheit
- Werner Schulenberg (* 20. Jahrhundert), deutscher Schauspieler
- Werner Schulz (1950–2022), deutscher Politiker (Bündnis 90/Die Grünen)
- Werner Schulze-Erdel (* 1948), deutscher Fernsehmoderator und Schauspieler
- Werner Schumacher (1921–2004), deutscher Schauspieler
- Werner Schumacher (1932–1990), deutscher Politiker (CDU)
- Werner Schumacher (1935–2013), deutscher Fußballspieler und -trainer
- Werner Schwuchow (* 1934), deutscher Schauspieler
- Werner von Siemens (1816–1892), deutscher Erfinder und Industrieller, Mitbegründer der heutigen SIEMENS AG
- Werner Spitz (1926–2024), deutsch-amerikanischer forensischer Pathologe
- Werner Stiehler (* 1923), deutscher Journalist
- Werner Torner (1936–2024), deutscher Fußballspieler
- Werner Veigel (1928–1995), deutscher Nachrichtensprecher
- Werner Vetterli (1929–2008), Schweizer Sportler, Fernsehmoderator und Politiker
- Werner Vogels (1888–1942), deutscher Jurist und Ministerialbeamter
- Werner Vogels (* 1958), niederländischer Informatiker und Manager
- Werner Weikamp (1941–2015), deutscher Fußballspieler
- Werner Weingärtner (* 1944), deutscher Fußballspieler
- Werner Weinhold (1949–2024), DDR-Flüchtling, der zwei Grenzsoldaten erschoss
- Werner Werenskiold (1883–1961), norwegischer Geologe, Geograph und Professor an der Universität Oslo
- Werner Wittig (1909–1992), deutscher Radsportler
- Werner Wittig (1926–1976), deutscher Politiker (SED)
- Werner Wittig (1930–2013), deutscher Maler, Grafiker und Holzschneider
- Werner Zdouc, österreichischer Jurist, Hochschullehrer und Funktionär in der Welthandelsorganisation
- Werner Zech (1895–1981), deutscher General
- Werner Zeyer (1929–2000), deutscher Politiker (CDU), Ministerpräsident des Saarlandes
- Werner Zimmer (1929–2019), deutscher Ringer
- Werner Zimmer (1936–2015), deutscher Hörfunk- und Fernsehmoderator

### Vorname Wernher
- Wernher (Priester) (12. Jh.), frühmittelhochdeutscher Dichter
- Wernher I. (Berchtesgaden) († 1204), von 1188 bis 1201 Propst des Klosterstifts Berchtesgaden, danach Dompropst von Salzburg
- Bruder Wernher (um 1200–1250), mittelhochdeutscher Spruchdichter
- Wernher der Gartenaere (Mitte des 13. Jh.), bayrischer oder österreichischer Autor
- Wernher der Schweizer (14. Jh.), Schweizer Autor
- Wernher von Quistorp (1856–1908), Gutsbesitzer und preußischer Politiker
- Wernher von Braun (1912–1977), deutscher und später US-amerikanischer Raketeningenieur

### Vorname Verner
- Verner Eklöf (1897–1955), finnischer Fußball- und Bandyspieler sowie Nordischer Kombinierer
- Verner von Heidenstam (1859–1940), schwedischer Dichter und Nobelpreisträger
- Verner Lička (* 1954), tschechischer Fußballspieler und -trainer
- Verner Panton (1926–1998), dänischer Architekt und Designer
- Verner Weckman (1882–1968), finnischer Ringer

### Familienname

#### A
- Abraham Werner (Mediziner) (1519/1520–1589), deutscher Mediziner und Hochschullehrer
- Abraham Werner (Rabbiner) (1837–1912), russischer Rabbiner
- Abraham Gottlob Werner (1749–1817), deutscher Mineraloge
- Adele Wassiljewna Werner (1869–nach 1930), russisch-sowjetische Bildhauerin
- Adolf Werner (Maler, 1827) (1827–1904), deutscher Maler
- Adolf Werner (Jurist) (1843–1895), deutscher Jurist
- Adolf Werner (Maler, 1862) (1862–1916), österreichischer Maler
- Adolf Werner (Abt) (1867–1939), ungarischer Lehrer und Ordensgeistlicher, Abt von Zirc
- Adolf Werner (Fußballspieler) (1886–1975), deutscher Fußballspieler
- Adolf Werner (Politiker), österreichischer Politiker (SPÖ)
- Adolph Werner (1836–1910), deutscher Verwaltungsbeamter und Politiker
- Albert Werner (1884–1928), österreichischer Kunsthändler
- Albert Werner-Schwarzburg (1857–1911), deutscher Bildhauer
- Alexander Werner (Agrarwissenschaftler) (1899–1958), deutscher Agrarwissenschaftler
- Alexander Werner (Journalist) (* 1961), deutscher Journalist, Chefredakteur und Musikwissenschaftler
- Alfred Werner (Chemiker) (1866–1919), Schweizer Chemiker und Nobelpreisträger
- Alfred Werner (Politiker) (1885–1947), schwedischer Politiker
- Alfred Werner (Jurist) (1891–1965), deutscher Rechtsanwalt und Autor
- Alfred Werner (Philosoph) (1892–1980), deutscher Philosoph und Hochschullehrer
- Alfred Werner (Kunsthistoriker) (1911–1979), österreichisch-amerikanischer Kunsthistoriker und Journalist
- Alfred Werner (Pfarrer) (1914–2005), Schweizer Pfarrer, Journalist und Schriftsteller
- Alfred Werner (Offizier) (1925–2014), deutscher Flottillenadmiral
- Alice Werner (1859–1935), Schriftstellerin, Dichterin und Hochschullehrerin
- Aloys Werner (1916–2008), Schweizer Neurochirurg und Politiker
- Amalie Pauline Werner (1810–1877), deutsche Schauspielerin, siehe Pauline Raupach
- Ande Werner (* 1968), deutscher Comedian (Teil des Duos Mundstuhl), siehe Mundstuhl
- André Werner (* 1960), deutscher Komponist
- Andreas Werner (Orgelbauer) (vor 1617–1662), deutscher Orgelbauer in Leipzig und Berlin
- Andreas Werner (Benediktiner) (* 1951), Abt der Abtei Gerleve
- Andreas Werner (Journalist)  (* 1956), deutscher Journalist
- Andreas Werner (Autor) (* 1967), deutscher Autor im Online-Marketing
- Andreas Werner (Künstler) (* 1984), österreichischer Zeichner und Maler
- Andree Werner (* 1974), deutscher Journalist
- Anett Werner-Burgmann (* 1983), deutsche Literaturwissenschaftlerin, Kunsthistorikerin und Museumskuratorin
- Angela Werner, Handballspielerin
- Anna Werner (Fotografin) (* 1941), deutsche Fotografin
- Anna Bullard-Werner (* 1992), deutsche Schauspielerin
- Anna Maria Werner (1688–1753), deutsche Malerin
- Anne Werner (* 1979), deutsche Schauspielerin
- Annette Werner (* 1966), deutsche Mathematikerin
- Anton Werner (1843–1913), deutscher Magistratsrat, Heimatforscher und Chronist
- Anton von Werner (1843–1915), deutscher Maler
- Armin Werner (* 1931), deutscher Fußballspieler
- Arnold Werner-Jensen (* 1941), österreichischer Musikwissenschaftler und Hochschullehrer für Musikdidaktik
- Arthur Werner (1877–1967), deutscher Politiker, Oberbürgermeister von Berlin
- Arthur Werner (Fußballspieler), deutscher Fußballspieler
- Asmus Werner (1937–2024), deutscher Architekt, Hochschullehrer und Stadtplaner
- August Werner (Fabrikant) (1845–1916), deutscher Kaufmann, Fabrikant, Geheimer Kommerzienrat und Senator
- August Werner (Fußballspieler) (1896–1968), deutscher Fußballspieler
- August Hansen Werner (1893–1980), norwegisch-amerikanischer Sänger, Bildhauer und Kunstprofessor
- August Hermann Werner (1808–1882), deutscher Arzt
- Axel von Werner (1913–1940), deutscher Filmeditor
- Axel Werner (Schauspieler) (* 1945), deutscher Schauspieler
- Axel Werner (Theologe) (* 1964), deutscher Theologe
- Áxel Werner (Fußballspieler) (* 1996), argentinischer Fußballtorhüter
- Aylin Werner (* 1990), deutsche Theater- und Filmschauspielerin

#### B
- Balthasar Werner OFM (1887–1943), deutscher Franziskaner
- Barbara Schock-Werner (* 1947), deutsche Architektin, Kunsthistorikerin, Denkmalpflegerin, Hochschullehrerin und Kölner Dombaumeisterin
- Bartholomäus von Werner (1842–1924), deutscher Seeoffizier und Marineschriftsteller
- Beate Werner (Fernsehmoderatorin) (* 1963/1964), deutsche Fernsehmoderatorin
- Beate Werner (1969–1980), deutsches Attentatsopfer, siehe Denkmal für die Wiesn-Attentat-Opfer
- Beda Werner (1673–1725), Abt der Reichsabtei Ochsenhausen
- Benedikt Werner OSB (Taufname: Anton Werner; 1748–1830), Abt des Benediktinerklosters Weltenburg
- Bernd Werner (* 1970), deutscher Wirtschaftswissenschaftler und Hochschullehrer
- Bernhard Werner (Pädagoge), slowakischer Pädagoge
- Bernhard Werner (Meeresbiologe) (1910–1984), deutscher Meeresbiologe
- Björn Werner (* 1990), deutscher Footballspieler
- Bonnie Johansen-Werner (* 1952), US-amerikanische Komponistin und Musikpädagogin
- Brigitte Werner (* 1948), deutsche Schriftstellerin
- Bruno Werner (Leichtathlet) (* 1956), deutscher Leichtathlet
- Bruno E. Werner (1896–1964), deutscher Erzähler
- Buddy Werner (1936–1964), US-amerikanischer Skirennläufer

#### C
- Camilla Werner (* 1949), deutsche Politikerin (Bündnis 90/Die Grünen), MdA
- Carl Werner (Maler) (1808–1894), deutscher Maler
- Carl Edmund Werner (1835–1898), deutscher Jurist
- Carl Friedrich von Werner (1708–1749), preußischer Beamter
- Carl Friedrich Werner (Jurist) (1741–1796), deutscher Jurist, Breslauer Stadt- und Polizeidirektor
- Carl Friedrich Werner (Politiker) (Karl Friedrich Werner; 1815–1890), deutscher Politiker, MdL Sachsen
- Carl Johann Werner (1873–1960), Schweizer Architekt
- Carlos Werner (1921–2016), deutscher Schauspieler
- Carolina Werner (* 1994), deutsche Seglerin
- Caroline Werner (* 1996), deutsche Tennisspielerin
- Carsten Werner (* 1967), deutscher Politiker (Bündnis 90/Die Grünen)
- Charles Anthony Werner (1838–1891), deutsche Amtsverwalter von Ritzebüttel
- Charlotte Werner (1908–1998), deutsche Politikerin (SPD), MdL
- Christian Werner (Maler) (1802–1881), deutscher Maler
- Christian Werner (Rennfahrer) (1892–1932), deutscher Automobilrennfahrer
- Christian Werner (Geograph) (1935–2016), Geograph und Hochschullehrer
- Christian Werner (Bischof) (* 1943), österreichischer Bischof
- Christian Werner (Mediziner) (* 1958), deutscher Anästhesiologe, Hochschullehrer und Verbandsfunktionär
- Christian Werner (Fußballspieler) (* 1958), deutscher Fußballspieler
- Christian Werner (Fotograf) (* 1977), deutscher Fotograf
- Christian Werner (Regisseur) (* 1978), deutscher Regisseur und Drehbuchautor
- Christian Werner (Radsportler) (* 1979), deutscher Radrennfahrer
- Christian Werner (Fußballfunktionär) (* 1981), deutscher Fußballfunktionär
- Christian Friedrich Werner (1759–1823), deutscher Kaufmann, Auswanderer und Schulstifter
- Christiane Werner (Künstlerin) (* 1965), deutsche Malerin, Grafikerin und Zeichnerin
- Christiane Werner (Biologin) (* 1969), deutsche Biologin und Hochschullehrerin
- Christine Werner (Autorin, 1954) (* 1954), österreichische Autorin
- Christine Werner (Juristin) (* 1966), deutsche Juristin
- Christine Werner (Autorin, 1967) (* 1967), deutsche Autorin
- Christoph Werner (Oberbergmeister) († 1595), kursächsischer Oberbergmeister des Meißnischen Erzgebirges
- Christoph Werner (Komponist) (um 1619–1650), deutscher Komponist
- Christoph Werner (Orgelbauer) (1633–1706), deutscher Orgelbauer
- Christoph Werner (Schriftsteller) (* 1939), deutscher Schriftsteller
- Christoph Werner (Intendant) (* 1964), deutscher Puppenspieler und Intendant
- Christoph Werner (Grafiker) (* 1970), deutscher Game Designer
- Christoph Werner (Unternehmer) (* 1972), deutscher Unternehmer
- Christoph Werner (Fußballspieler) (* 1986), deutscher Fußballspieler
- Christoph Werner (Rugbyspieler), deutscher Rollstuhlrugbyspieler
- Christoph Udo Werner (* 1967), österreichischer Iranist
- Claus-Peter Werner (1927–2015), deutscher Architekt
- Clemens Werner (* 1946), deutscher Fernschachspieler
- Constanze Werner (* 1967), deutsche Historikerin, Kuratorin und Museumsleiterin
- Cossmann Werner (1854–1918), deutscher Rabbiner
- Cuno Werner (1925–2004), deutscher Skilangläufer, Nordischer Kombinierer und Biathlet
- Cyriakus Werner († 1747), österreichischer Orgelbauer

#### D
- Daniel Werner (Schauspieler) (* 1957), deutscher Schauspieler und Synchronsprecher
- Daniel Werner (Komponist) (* 1983), deutscher Filmmusikkomponist
- Daniel Gottfried Werner (1695–nach 1752), deutscher Schulmann und evangelischer Theologe
- Dietmar Werner (Autor) (* 1938), deutscher Volkswirtschaftler und Sachbuchautor
- Dietmar Werner (Politiker) (* 1941), deutscher Ingenieur, Politiker und MdL Thüringen
- Dirk Werner (Mathematiker) (* 1955), deutscher Mathematiker
- Dirk Werner (Rennfahrer) (* 1981), deutscher Autorennfahrer

#### E
- E. Werner, Pseudonym von Elisabeth Bürstenbinder (1838–1918), deutsche Schriftstellerin
- E. T. C. Werner (Edward Theodore Chalmers Werner; 1864–1954), britischer Sinologe
- Eberhard Werner (Architekt) (1911–1961), deutscher Architekt
- Eberhard Werner (Maler) (1924–2002), deutscher Maler
- Eberhard Werner (Mediziner) (1933–2008), deutscher Mediziner und Hochschullehrer
- Eberhard Werner (Theologe) (1966–2023), deutscher Anthropologe und Linguist
- Eckhard Werner (1954–2011), deutscher Politiker (CDU), MdL Sachsen-Anhalt
- Edeltraud Werner (* 1951), deutsche Romanistin
- Eduard Werner (Architekt) (1847–1923), deutscher Architekt
- Eduard Werner (Historiker) (* 1933), deutscher Historiker
- Eduard Werner (Slawist) (* 1966), deutscher Slawist
- Edwin Werner (* 1940), deutscher Musikwissenschaftler und Händel-Forscher
- Egon von Werner (1888–1955), deutscher Korvettenkapitän
- Egon Werner (1921–1991), deutscher Kinderarzt und Hochschullehrer
- Elke Werner (* 1956), deutsche Theologin, Lehrerin und Schriftstellerin
- Ella Carina Werner (* 1979), deutsche Autorin
- Elsa Werner (1911–2012), deutsche Widerstandskämpferin
- Elvira Werner (* 1952), deutsche Kulturwissenschaftlerin
- Emil Werner (Schauspieler) (1845–1934), deutscher Schauspieler und Theaterdirektor
- Emil Werner (Anarchist) (1846–??), deutscher Anarchist
- Emil Werner (Sportschütze) (1891–??), tschechoslowakischer Sportschütze
- Emil Werner (Redakteur) (1913–1996), deutscher Redakteur und Parteifunktionär (SPD)
- Emilie Werner Semmelroth (* 1995), dänische Schauspielerin
- Emmy Werner (Psychologin) (1929–2017), US-amerikanische Entwicklungspsychologin
- Emmy Werner (* 1938), österreichische Schauspielerin und Regisseurin
- Eric Werner (Musiker) (1901–1988), österreichisch-amerikanischer Komponist und Musikwissenschaftler
- Eric Werner (Eishockeyspieler) (* 1983), amerikanischer Eishockeyspieler
- Eric Werner (Koch) (* 1985), deutscher Koch
- Erich Werner (Architekt) (1888–nach 1929), deutscher Architekt
- Erich Werner (1928–2016), österreichischer Bankmanager
- Ernst Werner (Verwaltungsbeamter), deutscher Verwaltungsbeamter
- Ernst Werner (Sportjournalist) (1899–1984), deutscher Sportjournalist und Autor
- Ernst Werner (Lehrer) (1907–1986), deutscher Lehrer und Schulleiter am Engelbert-Kaempfer-Gymnasium in Lemgo
- Ernst Werner (Historiker) (1920–1993), deutscher Historiker
- Ernst Werner (Bauingenieur) (1925–1990), deutscher Statiker und Hochschullehrer
- Ernst Werner (Physiker) (1930–2021), deutscher Physiker und Hochschullehrer
- Ernst Werner (Schachspieler) (* 1936), deutscher Schachspieler
- Erwin Werner (1901–1973), deutscher Architekt
- Eugen Werner (?–1914),  Botaniker und Sammler
- Eugéne Werner, russisch-französischer Erfinder, siehe Gebrüder Werner
- Eugenie Werner, Schauspielerin

#### F
- Felix Werner (Ökonom) (1876–nach 1921), deutscher Nationalökonom
- Felix Werner (Buchhändler) (* 1961), Schweizer Buchhändler und Kulturveranstalter
- Ferdinand Werner (Landrat) (1788–1825), preußischer Landrat
- Ferdinand Werner (Politiker) (1876–1961), deutscher Lehrer, Romanist und Politiker (DNVP, NSDAP)
- Ferdinand Werner (Verleger) (* 1950), deutscher Kunsthistoriker, Autor und Verleger
- Florenz Werner (1874–1954), deutscher Geiger, Kapellmeister, Dirigent, Orchesterleiter
- Florian Werner (Fotograf) (* 1958), deutscher Fotograf
- Florian Werner (Schriftsteller) (* 1971), deutscher Schriftsteller
- Frank Werner (Schriftsteller) (* 1944), deutscher Schriftsteller und Hörspieldramaturg
- Frank Werner (Politiker) (* 1957), deutscher Politiker (DDR-CDU, CDU), MdL Brandenburg
- Frank Werner (Leichtathlet), deutscher Leichtathlet, Geher
- Frank Werner (Journalist), (* 1972), deutscher Journalist und Historiker
- Frank-Bernhard Werner (* 1961), deutscher Verleger und Wirtschaftsjournalist
- Frank R. Werner (* 1944), deutscher Architekturhistoriker und Autor
- Franz Werner (Domkapitular) (1770–1845), deutscher Domkapitular
- Franz Werner (Theologe) (1810–1866), österreichischer Theologe, Mitglied der Frankfurter Nationalversammlung
- Franz Werner (Architekt) (1829–1904), österreichischer Architekt
- Franz von Werner (1836–1881), österreichischer Schriftsteller und Diplomat
- Franz Werner (Schriftsteller) (1862–nach 1916), deutscher Lehrer und Heimatschriftsteller
- Franz Werner (Zoologe) (1867–1939), österreichischer Herpetologe und Entomologe
- Franz Werner (Ingenieur) (1877–1927), deutscher Schiffbauingenieur und Hochschullehrer
- Franz Werner (Politiker) (1881–1947), tschechoslowakischer Politiker
- Franz Werner (General) (* 1937), deutscher Generalmajor
- Franz Werner (Ruderer) (* 2000), deutscher Küstenruderer
- Franz Donat Werner (1761–1836), deutscher katholischer Priester, Domdekan
- Franz Josef Werner (1847–1908), deutscher Journalist und Verleger
- Franziska Werner (* 1975), deutsche Dramaturgin, Kuratorin und Kulturmanagerin
- Friederike Werner (* 1962), deutsche Kunsthistorikerin mit Schwerpunkt Ägyptologie
- Friedrich Werner (Orgelbauer) (1818–1887), österreichischer Orgelbauer
- Friedrich Werner (Fußballspieler) (1888–??), deutscher Fußballspieler
- Friedrich Werner (Jurist) (1897–1955), deutscher Jurist
- Friedrich Bernhard Werner (1690–1776), deutscher Ansichtenzeichner und -stecher
- Friedrich Hugo Werner (1815–1906), deutscher Richter
- Friedrich Karl Werner (1865–1939), deutscher Fabrikant
- Friedrich Ludwig Zacharias Werner, bekannt als Zacharias Werner (1768–1823), deutscher Dichter und Dramatiker
- Fritz Werner (Künstler) (1827–1908), deutscher Kupferstecher und Maler
- Fritz Werner (Sänger) (1871–1940), österreichischer Sänger und Komponist
- Fritz Werner (Tubist) (1876–1944), deutscher Tubist, Militär- und Kammermusiker
- Fritz von Werner (1892–1978), deutscher Jurist und Richter
- Fritz Werner (Komponist) (1898–1977), deutscher Kirchenmusiker und Kirchenliederkomponist
- Fritz Werner (Richter) (1906–1969), deutscher Richter
- Fritz Werner (Bühnenbildner) (1924–2014), deutscher Bühnenbildner
- Fritz Werner (Hebraist) (* 1943), österreichischer Hebraist
- Fritz Werner-Reichenberg (1889–1959), deutscher Dirigent, Organist und Chorleiter
- Fritz Clemens Werner (1896–1975), deutscher Zoologe

#### G
- Gabriele Werner (* 1958), deutsche Kunsthistorikerin
- Georg Werner (Statthalter) (1490–1556), Königlich ungarischer Rat und Kommandant der Burg Scharosch
- Georg Werner (Theologe, 1563) (1563–1624), deutscher evangelischer Theologe in Nürnberg
- Georg Werner (Theologe, 1581) (1581–1661), deutscher evangelischer Theologe in Schmiedeberg
- Georg Werner (Kirchenliederdichter) (1589–1643), deutscher Lehrer, Pfarrer und Kirchenliederdichter
- Georg Werner (Jurist, 1608) (1608–1671), deutscher Rechtswissenschaftler
- Georg Werner (Jurist, 1868) (1868–1947), Präsident des OLG Kiel und Naumburg
- Georg Werner (Bergmann) (1877–1968), deutscher Bergmann und Schriftsteller
- Georg Werner (Architekt) (1894–1964), deutscher Architekt
- Georg Werner (Schwimmer) (1904–2002), schwedischer Schwimmer
- Georg Andreas Werner (1752–1824), Präzeptor und Philologe
- Georg Friedrich Werner (1754–1798), deutscher Vermessungstechniker, Bautechniker und Hochschullehrer
- Georg Heinrich Werner (1723–1789), deutscher Medailleur und Kupferstecher in Erfurt, Autor von Handbüchern zur Zeichenkunst
- Georg Heinrich Wilhelm Werner (1826–1901), Lyriker und Verfasser von landwirtschaftlicher Fachliteratur
- Georg Johann Peter Werner (1815–1861), deutscher Publizist
- George Werner (1682–1758), deutscher Baumeister
- Gerd Peter Werner (1938–2019), deutscher Politiker
- Gerda Johanna Werner (1914–2004), deutsches Modell für die Frauenfigur auf der 50-DPf-Münze
- Gerhard Werner (Politiker) (1912–1988), deutscher Jurist und Kommunalpolitiker im Landkreis Münden
- Gerhard Werner (Chemiker) (* 1932), deutscher Chemiker und Hochschullehrer
- Gerhard Werner (Historiker) (1937–2023), deutscher Historiker
- Gerhard Werner (Architekt) (* 1938), deutscher Architekt und Sachbuchautor
- Gerhard Werner (Moderner Fünfkämpfer) (* 1947), deutscher Moderner Fünfkämpfer
- Gladys Werner (1933–2001), US-amerikanische Skirennläuferin
- Gösta Werner (1908–2009), schwedischer Filmregisseur
- Götz Werner (1944–2022), deutscher Unternehmer (dm-drogerie markt)
- Grażyna Werner (* 1955), deutsch-polnische Quizspielerin
- Gregor Joseph Werner (1693–1766), österreichischer Komponist
- Grethe Werner (1928–2014), norwegische Kunstturnerin
- Gunda Werner (1951–2000), deutsche Philosophin, Vordenkerin der Geschlechterdemokratie
- Gunda Werner (Theologin) (* 1971), deutsche römisch-katholische Theologin
- Günter Werner (1931–1998), deutscher Militärmediziner und Generalmajor der NVA
- Günther Werner (* 1927), deutscher Spieleerfinder
- Günther Werner-Ehrenfeucht (1889–1966), deutscher Architekt und Regierungsbaumeister
- Gunnar Werner (1915–1993), schwedischer Schwimmer
- Gustav Werner (Pfarrer) (1809–1887), deutscher evangelischer Pfarrer
- Gustav Werner (Architekt, 1840) (1840–1899), deutscher Architekt
- Gustav Werner (Architekt, 1859) (1859–1917), deutscher Architekt
- Gustav Friedrich Werner (1809–1870),  deutscher Gastwirt und Tiergartenbesitzer, genannt Affenwerner

#### H
- Hannelore Werner (* 1942), deutsche Motorsportlerin
- Hanns Werner (1889–?), deutscher Schriftsteller
- Hans Werner (Bildhauer) (um 1560–1623), deutscher Bildhauer
- Hans Werner (Fabrikant) (1879–1968), deutscher Ingenieur und Fabrikant
- Hans Werner (Pilot) (1882–1921), deutscher Jagdflieger im Ersten Weltkrieg
- Hans Werner (Archivar) (1883–1944), Schweizer Archivar
- Hans Werner (Turner) (1891–??), deutscher Turner
- Hans Werner (Fußballtrainer), österreichischer Fußballtrainer
- Hans Werner (Hörspielautor) (1894–1970), dänischer Hörspielautor, Dramatiker und Journalist
- Hans Werner (Lyriker) (1898–1980), österreichischer Lyriker, Texter von Wienerliedern
- Hans Werner (Politiker, 1900) (1900–1977), deutscher Politiker (KPD/SED), MdL Preußen, Widerstandskämpfer
- Hans Werner (Politiker) (1912–1989), deutscher Landwirt und Politiker (CSU)
- Hans Werner (Geodät) (1928–1995), deutscher Geodät
- Hans Werner (Kinderbuchautor) (1932–2000), niederländischer Kinderbuchautor
- Hans Werner (Regisseur) (* 1950), deutscher Fernsehregisseur
- Hansfritz Werner (1894–1959), deutscher Zeichner und Bildhauer
- Hans-Georg Werner (1931–1996), deutscher Literaturhistoriker
- Hans-Joachim Werner (Philosoph) (* 1940), deutscher Philosoph
- Hans-Joachim Werner (Chemiker) (* 1950), deutscher Chemiker
- Hans-Joachim Werner (Mathematiker) (* 1950), deutscher Mathematiker
- Hans Joachim Werner (Politiker) (* 1952), deutscher Politiker (SPD), MdL Bayern
- Hans-Ulrich Werner (Polizeioffizier) (1914–1989), deutscher Polizeioffizier
- Hans-Ulrich Werner (Musikwissenschaftler) (* 1954), deutscher Musikwissenschaftler und Toningenieur
- Hans W. Werner (1918–nach 1987), deutscher Kaufmann, Wirtschaftsmanager und Kommunalpolitiker
- Hartmut Werner (* 1949), deutscher Fußballspieler
- Hauke Werner, deutscher Biologe
- Harald Werner (1940–2023), deutscher Politiker (Die Linke)
- Heidi Knake-Werner (* 1943), deutsche Politikerin (Die Linke)
- Heike Werner (* 1969), deutsche Politikerin (Die Linke), MdL Sachsen
- Heinrich Werner (Komponist) (1800–1833), deutscher Komponist
- Heinrich Werner (Politiker) (1831–1912), deutscher Jurist und Politiker
- Heinrich Werner (Maler) (1867–1928), deutscher Maler
- Heinrich Werner (Mediziner, 1874) (1874–1946), deutscher Tropenmediziner
- Heinrich Werner (Widerstandskämpfer) (1906–1945), deutscher NS-Widerstandskämpfer
- Heinrich Werner (Theologe) (* 1922), deutscher Theologe
- Heinrich Werner (Bauinformatiker) (1931–2022), deutscher Bauinformatiker und Hochschullehrer
- Heinrich Werner (Sprachwissenschaftler) (* 1936), deutscher Sprachwissenschaftler und Hochschullehrer
- Heinrich Werner (Mediziner, 1958) (1958–2007), deutscher Mediziner und Kinderarzt
- Heinrich Werner-Betulius (1920–2016), Schweizer Augenarzt, Maler und Grafiker
- Heinz Werner (Psychologe) (1890–1964), deutscher Psychologe
- Heinz Werner (Fußballspieler, 1910) (1910–1989), deutscher Fußballspieler und -trainer
- Heinz Werner (Fußballspieler, 1916) (1916–??), deutscher Fußballspieler und -trainer
- Heinz Werner (SS-Mitglied) (1917–1978), deutscher SS-Sturmbannführer
- Heinz Werner (Bibliothekar) (1921–1997), deutscher Bibliothekar
- Heinz Werner (Porzellankünstler) (1928–2019), deutscher Porzellankünstler
- Heinz Werner (Fußballspieler, 1935) (* 1935), deutscher Fußballspieler und -trainer
- Heinz Werner (Schiedsrichter) (1946–2009), deutscher Fußballschiedsrichter
- Heinz-Helmuth Werner (* 1944), deutscher Spion
- Heinzotto Werner (1927–2019), deutscher Turner
- Helga Werner (* 1946), deutsche Schauspielerin
- Helge Werner (1883–1953), schwedischer Fechter
- Helmut Werner (Astronom) (1905–1973), deutscher Astronom
- Helmut Werner (Politiker) (1930–2005), deutscher Politiker
- Helmut Werner (Mathematiker) (1931–1985), deutscher Mathematiker
- Helmut Werner (Chemiker) (* 1934), deutscher Chemiker
- Helmut Werner (Manager) (1936–2004), deutscher Manager
- Helmut Werner (Clown) (1936–2014), deutscher Clown (Klein Helmut)
- Helmut Werner (Autor) (* 1942), deutscher Sachbuchautor
- Helmut Werner (Künstlermanager) (* 1984), österreichischer Künstlermanager
- Henri Werner (* 1978), deutscher Radrennfahrer
- Herbert Werner (Manager) (1884–1948), deutscher Industriemanager
- Herbert Werner (Theologe) (1902–1992), deutscher Theologe und Hochschullehrer
- Herbert Werner (Politiker) (* 1941), deutscher Politiker (CDU)
- Hermann Werner (Bildschnitzer) (um 1495–nach 1551), Bildhauer und Bildschnitzer
- Hermann Werner (1816–1905), deutscher Genremaler der Düsseldorfer Schule
- Hermann von Werner (1821–1890), deutscher Politiker, MdR, MdL
- Hiltrud Werner (* 1966), deutsche Managerin
- Holger Werner (* 1968), deutscher Volley- und Beachvolleyballspieler
- Holger Werner (Musiker) (* 1981), deutscher Jazzmusiker
- Hubertus Werner (1916–1988), deutscher Allgemeinarzt und ärztlicher Standespolitiker
- Hugo Werner (Agrarwissenschaftler) (1839–1912), deutscher Agrarwissenschaftler
- Hugo Werner-Kahle (1882–1961), deutscher Schauspieler

#### I
- Ignác Werner (1901–1962), ungarischer Fußballspieler
- Ina Werner (* 1969), deutsche Moderatorin, Sängerin, Comedian und Model
- Ingrid Werner (1935–2022), deutsche Jazz- und Schlagersängerin
- Ilse Werner (1921–2005), deutsche Schauspielerin

#### J
- J. B. Werner, Pseudonym von Friedrich Neßler (1806–1879), französisch-schweizerischer Germanist und Schriftsteller
- Jacob Friedrich Werner (1732–1782), deutscher Rhetoriker und Historiker
- Jacques Christophe Werner (1798–1856), französischer Tiermaler
- Jakob Werner (1861–1944), Schweizer Klassischer Philologe und Bibliothekar
- Jakob Werner (Kreisbauernführer) (1888–nach 1944), Kreisbauernführer Hessen-Nassau-Süd (1937–1941), Vorsitzender des VDNV (Verband Deutscher Naturweinversteigerer) 1934–1944, NSDAP-Mitglied
- Jan Werner (Leichtathlet) (1946–2014), polnischer Leichtathlet
- Jan Werner, Künstlername von Jan Werner Danielsen (1976–2006), norwegischer Sänger
- Jan Werner (Wirtschaftswissenschaftler) (* 1977), deutscher Wirtschaftswissenschaftler
- Jan St. Werner (* 1969), deutscher Musiker und Labelbetreiber
- Jana Werner (* vor 1969), deutsche Schauspielerin und Sängerin
- Jean-Jacques Werner (1935–2017), französischer Dirigent und Komponist moderner Musik
- Jeanne Werner (* 1985), luxemburgische Schauspielerin
- Jessica Werner (* 1978), deutsche Radiomoderatorin und Redakteurin
- Joachim Werner (1909–1994), deutscher Archäologe
- Joachim Werner (Ruderer) (1939–2010), deutscher Ruderer
- Joachim Werner (Fußballspieler, April 1939) (* 1939), deutscher Fußballspieler (Eintracht Braunschweig)
- Joachim Werner (Fußballspieler, November 1939) (* 1939), deutscher Fußballspieler (Arminia Bielefeld, Westfalia Herne)
- Joanna Werner, australische Fernsehproduzentin und Drehbuchautorin
- Jochen Werner (Luftfahrthistoriker) (1938–2013), deutscher Luftfahrthistoriker
- Jochen A. Werner  (* 1958), deutscher Mediziner
- Joe Werner (* 1984), US-amerikanischer Basketballspieler
- Johann Werner (Politiker) (1573–1651), deutscher Politiker, Bürgermeister von Dresden
- Johann Werner (Orgelbauer) († nach 1660), deutscher Orgelbauer in Elbing
- Johann Adolf Ludwig Werner (1794–1866), deutscher Gymnastikpädagoge
- Johann Elias Werner (1751–1835), deutscher evangelischer Geistlicher
- Johann Friedrich Werner (1776–1827), württembergischer Beamter
- Johann Gottfried Werner (vor 1846–1902) deutscher Architekt und Baumeister
- Johann Gottlob Werner (1719–1781), deutscher evangelischer Theologe
- Johann Gottlob Werner (Musikdirektor) (1777–1822), deutscher Musikdirektor, Organist, Kantor und Komponist
- Johann Heinrich Werner (1684–1752), deutscher katholischer Geistlicher
- Johann Peter Werner (1798–1869), deutscher Politiker und Jurist
- Johann Sigismund Werner (1491–1561), schlesischer Reformator, evangelischer Geistlicher und religiöser Schriftsteller
- Johanna Werner-Muggendorfer (* 1950), deutsche Politikerin
- Johannes Werner (Kartograf) (1468–1522), deutscher Pfarrer und Universalgelehrter, insbesondere Mathematiker und Astronom
- Johannes von Werner (1782–1849), deutscher Politiker, MdL Württemberg
- Johannes Werner (Pfarrer, 1864) (1864–1914), deutscher Pfarrer
- Johannes Werner (Autor) (1864–1937), deutscher Theologe und kulturhistorischer Autor
- Johannes Werner (Pädagoge) (* 1947), deutscher Pädagoge, Soziologe und Publizist
- Johannes Werner (Politiker) (* 1958), deutscher Politiker, MdA
- Jörg Werner (* 1971), deutscher Radsport-Teammanager
- Josef Werner (1837–1922), deutscher Cellist und Komponist
- Joseph Werner (Maler) (1637–1710), Schweizer Miniaturmaler, Radierer und Maler des Barock
- Joseph Werner (Musiker) (1837–1922), deutscher Komponist, Violoncellist und Violoncellolehrer
- Jürgen Werner (Philologe) (1931–2021), deutscher Altphilologe
- Jürgen Werner (Fußballspieler, 1935) (1935–2002), deutscher Fußballspieler
- Jürgen Werner (Physiologe) (* 1940), deutscher Ingenieur und Physiologe
- Jürgen Werner (Fußballspieler, 1942) (1942–2014), deutscher Fußballspieler
- Jürgen Werner (Philosoph) (* 1956), deutscher Philosoph, Hochschullehrer, Redakteur und Autor
- Jürgen Werner (Fußballspieler, 1961) (* 1961), österreichischer Fußballspieler und Spielervermittler
- Jürgen Werner (Musiker), deutscher Musiker und Hochschullehrer
- Jürgen Werner (Autor) (* 1963), deutscher Drehbuchautor
- Jürgen Werner (Fußballspieler, 1967) (* 1967), österreichischer Fußballspieler
- Jürgen Werner (Radsportler) (* 1970), deutscher Radrennfahrer

#### K
- Karel Werner (1925–2019), tschechischer Indologe, Orientalist und Religionswissenschaftler
- Karl Werner (Theologe) (1821–1888), österreichischer Theologe und Kirchenhistoriker
- Karl Werner (Pädagoge) (1828–1898), österreichischer Pädagoge und Schriftsteller
- Karl Werner (Filmproduzent) (1878–1939), deutscher Filmproduzent
- Karl Werner (Physiker) (1894–1969), deutscher Physiker und Didaktiker
- Karl Werner (Politiker), deutscher Politiker (CDU), MdL Thüringen
- Karl Werner (Entomologe) (1956–2007), deutscher Insektenkundler
- Karl Werner (Fußballspieler) (* 1966), deutscher Fußballspieler
- Karl August Werner (Politiker) (1807–1862), deutscher Politiker, MdL Baden
- Karl August Werner (1876–1936), deutscher Jurist
- Karl Ferdinand Werner (1924–2008), deutscher Historiker
- Karl Friedrich Werner (Pfarrer, 1804) (1804–1872), deutscher Pfarrer, Pietist und Autor
- Karl Friedrich Werner (Pfarrer, 1806) (1806–1876), deutscher Pfarrer, Pietist und Übersetzer
- Karl Friedrich Werner (1815–1890), deutscher Politiker, MdL Sachsen, siehe Carl Friedrich Werner (Politiker)
- Karl Friedrich Werner (Richter) (1820–1877), deutscher Jurist und Richter
- Karl-Heinz Werner (Politiker, 1911) (1911–2000), deutscher Jurist, Verbandsfunktionär und Senator
- Karl-Heinz Werner (Politiker, 1941) (1941–2019), deutscher Politiker (DBD), MdV
- Karl-Heinz Werner (Judoka) (* 1949), deutscher Judoka und Judotrainer
- Karl Ludwig Werner (1862–1902), deutscher Organist und Komponist
- Karl Wilhelm Werner (1858–1934), deutscher Psychiater
- Katharina Werner (* 1985), österreichische Politikerin
- Katrin Werner (* 1973), deutsche Politikerin
- Kenny Werner (* 1951), US-amerikanischer Jazzpianist
- Kerry Werner (* 1991), US-amerikanischer Radrennfahrer
- Kerstin Werner (Moderatorin), deutsche Hörfunkmoderatorin
- Kerstin Werner (Leichtathletin) (* 1982), deutsche Mittelstreckenläuferin
- Klaus Werner (Botaniker) (1928–2013), deutscher Botaniker und Mitherausgeber des Rothmaler (Exkursionsflora von Deutschland)
- Klaus Werner (Kameramann) (1928–2014), deutscher Kameramann
- Klaus Werner (Regisseur) (1938–2021), deutscher Filmregisseur
- Klaus Werner (Kunsthistoriker) (1940–2010), deutscher Kunsthistoriker, Kurator und Hochschullehrer
- Klaus Werner (Germanist) (* 1942), deutscher Germanist
- Klaus Werner (Astronom) (* 1957), deutscher Astronom
- Klaus Werner-Lobo (* 1967), österreichischer Journalist und Clown
- Klaus Ulrich Werner (* 1956), deutscher Germanist und Bibliothekar
- Konstantin Werner (1917–2009), deutscher Bürgermeister und Ehrenbürger von Heustreu, siehe Liste der Ehrenbürger von Heustreu
- Kuno Werner (1925–2004), deutscher Skilangläufer
- Kurt Werner (Politiker), deutscher Politiker (DBD), MdL Thüringen
- Kurt Werner (Komponist) (1923–1990), deutscher Kapellmeister und Komponist
- Kurt Werner (Unternehmer) (1925–2005), deutscher Unternehmer

#### L
- Lars Werner (1935–2013), schwedischer Politiker
- Lasse Werner (1934–1992), schwedischer Musiker und Schauspieler
- Lena Werner (* 1994), deutsche Politikerin (SPD)
- Léonard Georges Werner (vor 1894–1950), französischer Museumskonservator
- Leopold von Werner (* 1804) (1804–1891), kurhessischer Kammerherr und Obristzeremonienmeister
- Leopold von Werner (1867–1951), hessischer Kreisdirektor
- Leopold Werner (1905–1977), österreichischer Jurist, Universitätsprofessor und Höchstrichter
- Leszek Werner (1937–2014), polnischer Organist und Musikpädagoge
- Lili Werner-Rizzolli (1907–1992), österreichische Operettensängerin und Schauspielerin
- Louis B. Werner (1921–2007), US-amerikanischer Chemiker
- Ludwig von Werner (General) (1754–1808), deutscher (Ghz. Hessischer) Generalleutnant
- Ludwig Werner (Generalsuperintendent) (1835–1915), deutscher lutherischer Pfarrer, Generalsuperintendent in Kassel
- Ludwig Werner (Politiker) (1855–1928), deutscher Redakteur, Mitglied des Deutschen Reichstags
- Ludwig Reinhold von Werner (1726–1756), deutscher Historiker

#### M
- Magnus Werner (1880–nach 1936), deutscher Studienrat
- Manfred Werner (Sportfunktionär) (1936–2023), deutscher Sportfunktionär
- Manfred Werner (Fußballspieler) (* 1951), deutscher Fußballspieler
- Manuel Werner (* 1948), deutscher Fernsehmoderator und Restauranttester
- Marcel Werner (1952–1986), deutscher Schauspieler
- Marco Werner (* 1966), deutscher Rennfahrer
- Marcus Werner (Rechtsanwalt) (* 1965), deutscher Rechtsanwalt und Informatiker
- Marcus Werner (* 1974), deutscher Autor und Moderator
- Margit Werner (* 1951), deutsche Politikerin (PDS, dann FDP)
- Margot Werner (1937–2012), österreichische Sängerin
- Marianne Werner (1924–2023), deutsche Leichtathletin
- Mark Werner (* 1969), deutscher Autor
- Marko Werner (* 1976), deutscher Schauspieler
- Markus Werner (1944–2016), Schweizer Schriftsteller
- Martin Werner (1887–1964), Schweizer Theologe
- Martina Werner (Künstlerin) (1929–2018), deutsche bildende Künstlerin und Schriftstellerin
- Martina Werner (Politikerin) (* 1961), deutsche Politikerin (SPD)
- Martina Werner (Satirikerin) (* 1969), deutsche Satirikerin und Politikerin (Die PARTEI)
- Mats Werner (* 1953), schwedischer Fußballspieler
- Matthias Werner (Politiker) (1902–1975), deutscher Politiker (SPD)
- Matthias Werner (Historiker) (* 1942), deutscher Historiker
- Matthias Werner (Handballspieler) (* 1984), deutscher Handballspieler
- Max Werner, Künstlername von Georg Rathgeber (1869–1949), deutscher Journalist, Dirigent und Komponist
- Max Werner (Jurist, 1872) (1872–1956), deutscher Jurist und Richter
- Max Werner (Architekt, 1877) (1877–1933), deutscher Architekt
- Max Werner (Maler) (1879–1952), deutscher Maler
- Max Werner (Jurist, 1885) (1885–nach 1958), deutscher Jurist, Dirigent und Komponist
- Max Werner (Politiker) (1893–1972), österreichischer Politiker (HB, LBd)
- Max Werner, Pseudonym von Alexander Schifrin (1901–1951), deutsch-russischer Publizist
- Max Werner (Architekt, 1905) (1905–1995), Schweizer Architekt und Kantonsbaumeister
- Max Werner (Chorleiter) (1918–1974), deutscher Chorleiter und Dirigent
- Max Werner (Musiker) (1953–2024), niederländischer Sänger und Schlagzeuger
- Max Werner-Ehrenfeucht (1842–1937), deutscher General
- Max Werner-Kersten (1880–1948), deutscher Komponist
- Max Julius Werner (1867–1929), deutscher Kapellmeister und Komponist
- Maximilian Werner (Politiker) (1815–1875), deutscher Politiker
- Maximilian Werner (Schauspieler) (* 1996), deutscher Schauspieler
- Mia Werner (* 2005), deutsche Fußballspielerin
- Micha Werner (* 1968), deutscher Philosoph
- Michael Werner (Kunsthändler) (* 1939), deutscher Kunsthändler
- Michael Werner (Rennbootfahrer) (* 1945), deutscher Rennbootfahrer
- Michael Werner (Historiker) (* 1946), französischer Historiker
- Michael Werner (Journalist) (* 1958), deutscher Journalist
- Michael Werner (Künstler) (* 1961), deutscher Künstler
- Michael Werner (Publizist) (* 1965), deutscher Publizist
- Michael Werner (Unternehmer) (* 1970), deutscher Unternehmer
- Michael Werner (Rennfahrer), deutscher Renn- und Rallyefahrer
- Michael A. Werner, US-amerikanischer Perkussionist
- Michael-André Werner (* 1967), deutscher Autor
- Mike Werner (Karatesportler) (* 1967), deutscher Karatesportler
- Mike Werner (Fußballspieler) (* 1971), deutscher Fußballspieler
- Monika Werner (1938–2024), deutsche Politikerin (SED)
- Monika Werner (Schauspielerin) (* 1950), deutsche Schauspielerin und Hörspielsprecherin
- Monique Werner (* 1958), Schweizer Hängegleiterpilotin und Tänzerin
- Moritz Werner (1831–1917), deutscher Kammergutspächter und Politiker

#### N
- Nicole Werner (* 1972), deutsche Fußballtrainerin
- Nils Werner (1927–1989), deutscher Kinderbuchautor
- Nina Werner (* 1986), deutsche Comiczeichnerin
- Norbert Werner (Kunsthistoriker) (1937–2019), deutscher Kunsthistoriker
- Norbert Werner (Journalist) (um 1968–1991), österreichischer Journalist und Kriegsberichterstatter sowie Kriegsopfer

#### O
- Olaf Werner (1939–2024), deutscher Rechtswissenschaftler
- Olaf Werner (Fußballspieler) (* 1960), deutscher Fußballspieler
- Ole Werner (* 1988), deutscher Fußballspieler und -trainer
- Olivier Werner (* 1985), belgischer Fußballspieler
- Oskar Werner (1922–1984), österreichischer Film- und Bühnenschauspieler
- Oskar Werner (Philologe) (1885–1971), deutscher Altphilologe und Sprecherzieher
- Oskar Werner (Musiker) (1930–2009), deutscher Harfenist und Komponist
- Osny Werner (1989–1971), brasilianischer Fußballspieler
- Otmar Werner (1932–1997), deutscher Skandinavist
- Otto Werner (Gartenarchitekt) (1854–1923), deutscher Gartenarchitekt
- Otto Werner (Mediziner) (1879–1936), deutscher Mediziner
- Otto Werner (Unternehmer) (1884–1955), deutscher Unternehmer
- Otto Werner (Architekt) (1885–1954), deutscher Architekt
- Otto Werner (Politiker, 1910) (1910–nach 1967), deutscher Politiker (NSDAP, DBD), MdV
- Otto Werner (Jurist) (?–1980), deutscher Jurist und Richter
- Otto Werner (Heimatforscher) (* 1934), deutscher Lehrer und Heimatforscher
- Otto Werner (Politiker, 1937) (1937–2010), deutscher Politiker (SPD), MdL Bayern
- Otto Wilhelm Theodor Werner (1846–1914), deutscher Politiker und Oberbürgermeister

#### P
- Paul von Werner (1707–1785), deutscher Generalleutnant
- Paul Werner (Politiker) (1848–1927), deutscher Politiker, Oberbürgermeister von Cottbus
- Paul Werner, Pseudonym von Paul Frölich (Politiker) (1884–1953), deutscher Politiker und Autor
- Paul Werner (SS-Mitglied) (1900–1970), deutscher SS-Standartenführer und Ministerialbeamter
- Paul Werner (Jurist) (1913–2003), deutscher Jurist
- Paul Werner (Medienwissenschaftler) (* 1951), deutscher Medienwissenschaftler und Drehbuchautor
- Paul Christian Friedrich Werner (1751–1785), deutscher Arzt und Parasitologe
- Pauline Werner (* 1996), deutsche Schauspielerin
- Pe Werner (* 1960), deutsche Sängerin
- Peter Werner (Mathematiker) (1932–2018), deutscher Mathematiker
- Peter Werner (Fußballspieler) (1946–2017), deutscher Fußballspieler
- Peter Werner (Regisseur) (1947–2023), US-amerikanischer Filmregisseur und -produzent
- Peter Werner (Biologe) (* 1948), deutscher Chemiker, Mikrobiologe und Hochschullehrer
- Peter Werner-Jates (* 1949), deutscher Musiker
- Peter Schuff-Werner (* 1947), deutscher Mediziner und Hochschullehrer für Klinische Chemie und Laboratoriumsmedizin
- Peter Anton Werner (1819–1868), deutscher Politiker, Abgeordneter der 2. Kammer der Landstände des Großherzogtums Hessen
- Petra Werner (Journalistin) (* 1966), deutsche Journalistin und Hochschullehrerin
- Petra Gentz-Werner (* 1951), deutsche Biochemikerin und Wissenschaftshistorikerin
- Pierre Werner (1913–2002), Luxemburger Politiker
- Pirmin Werner (* 2000), Schweizer Freestyle-Skier

#### R
- Raik Werner (* 1973), deutscher Jurist und Richter am Bundesgerichtshof
- Ramona Werner (* 1991), deutsche Fußballspielerin
- Regina Werner-Dietrich (* 1950), deutsche Sängerin (Sopran) und Gesangspädagogin
- Reiner Werner (1932–2003), deutscher Psychologe, Anthropologe und Manualtherapeut
- Reinhard F. Werner (* 1954), deutscher Physiker
- Reinhold von Werner (1825–1909), deutscher Vizeadmiral und Militärschriftsteller
- Reinhold Werner (Maler, 1864) (1864–1939), deutscher Maler, Präsident der Frankfurter Künstlergesellschaft
- Reinhold Werner (Maler, 1963) (* 1963), deutscher Maler
- Reinhold Otto Werner (1947–2015), deutscher Romanist, Hispanist und Lexikograf
- Richard Werner (1875–1945), österreichisch-tschechischer Mediziner und Hochschullehrer
- Richard A. Werner (* 1967), deutscher Wirtschaftswissenschaftler
- Richard Maria Werner (1854–1913), österreichischer Germanist und Literaturhistoriker
- Richard Martin Werner (1903–1949), deutscher Bildhauer
- Rieke Werner (* 1987), deutsche Synchronsprecherin und Sängerin
- Rinaldo Werner (1842–1922), deutsch-italienisch-britischer Maler
- Rita Werner (* 1965), deutsche Journalistin
- Robert Werner (Althistoriker) (1924–2004), deutscher Althistoriker
- Robert Werner (Schauspieler, 1925) (1925–1996), österreichischer Schauspieler
- Robert Werner (Musiker), österreichischer Sänger (Tenor), Pianist und Komponist
- Robert Werner (Schauspieler, II), US-amerikanischer Schauspieler
- Robert Rudolf Werner (1820–1891), deutscher Ingenieur und Hochschullehrer
- Roland Werner (* 1957), deutscher Sprachwissenschaftler und Theologe
- Roland Werner (Politiker) (* 1970), deutscher Politiker und Staatssekretär
- Rolf Werner (Maler) (1916–1989), deutscher Maler
- Rolf Werner (Heimatforscher) (1933–2017), deutscher Chemiker und Heimatforscher
- Roman Werner (* 1989), deutscher Bluesrock-Gitarrist
- Ronald Werner (* 1963), deutscher Fußballspieler
- Rudolf Werner (Politiker) (1920–1996), deutscher Unternehmer und Politiker (CDU)
- Rudolf Werner (Altphilologe) (1921–2007), Schweizer Altphilologe und Hethitologe
- Rudolf Werner (Filmemacher) (* 1941), deutscher Journalist und Dokumentarfilmer
- Rudolf Werner (Mediziner) (* 1987), deutscher Nuklearmediziner und Hochschullehrer
- Rudolf G. Werner (1893–1957), deutscher Maler und Grafiker
- Ruth Werner (1907–2000), deutsche Schriftstellerin

#### S
- Sabine Werner (Biochemikerin) (* 1960), deutsche Biochemikerin und Hochschulprofessorin
- Sabine Werner (Schauspielerin) (* 1960), deutsche Schauspielerin
- Sabine Werner (Juristin) (* 1965), deutsche Juristin und Richterin am Bundespatentgericht
- Sarah Juel Werner (* 1992), dänische Schauspielerin und Synchronsprecherin
- Scarlett Werner (* 1984), deutsche Tennisspielerin
- Selmar Werner (1864–1953), deutscher Bildhauer, Maler und Grafiker
- Sidonie Werner (1860–1932), Mitbegründerin des Jüdischen Frauenbundes (JFB)
- Sidse Werner (1931–1989), dänische Architektin und Industriedesignerin
- Siegfried Werner (1939–2004), deutscher Fußballspieler
- Siegmund Werner (1867–1928), österreichischer Zahnarzt und Sekretär des zionistischen Politikers Theodor Herzl
- Simon Werner (Schauspieler) (* 1971), deutscher Schauspieler
- Simon Werner (Musikproduzent) (* 1986), deutscher Musikproduzent, Toningenieur und Musiker
- Stephen Werner (* 1984), US-amerikanischer Eishockeyspieler
- Susanne Werner (Richterin) (1953–2021), deutsche Richterin
- Susanne Werner (Fußballspielerin) (* 1991), deutsche Fußballspielerin

#### T
- Taylor Werner (* 1998), US-amerikanische Leichtathletin
- Teresa Werner (Sängerin) (* um 1958), polnische Sängerin
- Teresa Werner (* 1981), deutsche Maschinenbauingenieurin und Hochschullehrerin
- Theo Maria Werner (1925–1989), deutscher Filmproduzent, Filmregisseur und Drehbuchautor
- Theodor Werner (Politiker) (1884–1973), deutscher Politiker (SPD)
- Theodor Werner (Maler) (1886–1969), deutscher Maler
- Theodor Werner (Pfarrer) (1892–1973), deutscher Pfarrer, Liturgiker und Kirchenliederdichter
- Theodor Gustav Werner (1895–1975), deutscher Wirtschaftshistoriker
- Theodor Wilhelm Werner (1874–1957), deutscher Sänger, Komponist und Musikwissenschaftler
- Theodore B. Werner (1892–1989), US-amerikanischer Politiker
- Thomas Werner (Theologe) (?–1499), deutscher evangelischer Theologe und Hochschullehrer
- Thomas Werner (Regisseur), deutscher Hörspielregisseur
- Thomas Werner (Historiker) (* 1944), deutscher Technikhistoriker
- Thomas Werner (Kunsthistoriker) (* 1962), deutscher Architekt und Kunsthistoriker
- Thomas Werner (Eishockeyspieler) (* 1967), deutscher Eishockeyspieler
- Thomas Werner (Politiker) (* 1972), Schweizer Politiker
- Tilo Werner (Schauspieler, 1962) (* 1962), deutscher Schauspieler
- Tilo Werner (Schauspieler, 1969) (* 1969), deutscher Schauspieler und Hörspielsprecher
- Timo Werner (* 1996), deutscher Fußballspieler
- Tobias Werner (* 1985), deutscher Fußballspieler
- Tobias Werner (Volleyballspieler) (* 1997), deutscher Volleyballspieler
- Tom Werner (* 1950), US-amerikanischer Unternehmer
- Tom Preston-Werner (* 1979), US-amerikanischer Milliardär, Softwareentwickler und Unternehmer
- Tommy Werner (* 1966), schwedischer Schwimmer

#### U
- Udo Werner (1918–1990), deutscher Moderator und Entertainer
- Ulrich Werner, Pseudonym von Franz Uhle-Wettler (1927–2018), deutscher Generalleutnant und Militärhistoriker
- Ulrich Werner (* 1949), deutscher Maler und Grafiker
- Ursula Werner (* 1943), deutsche Schauspielerin
- Ursula Werner-Böhnke (1927–2020), deutsche Kinderbuchautorin
- Uschi Werner-Fluss (1924–2002), Kölner Original und Sängerin
- Uwe Werner (1955–2018), deutscher Jazzmusiker

#### W
- Wallace Werner (1936–1964), US-amerikanischer Skirennläufer, siehe Buddy Werner
- Walter Werner (Schauspieler) (1883–1956), deutscher Schauspieler
- Walter Werner (Schriftsteller, 1896) (1896–1972), deutscher Mundartschriftsteller
- Walter Werner (Politiker) (1912–1998), deutscher Politiker (SPD), MdL Nordrhein-Westfalen
- Walter Werner (Fußballspieler) (* 1920), deutscher Fußballspieler
- Walter Werner (Schriftsteller) (1922–1995), deutscher Schriftsteller
- Walter Werner (Archäologe) (* 1933), deutscher Archäologe
- Walter Werner (Diplomat), deutscher Diplomat
- Walter K. Werner (1931–2008), deutscher Volkskünstler und Holzkunsthandwerker
- Walter L. Werner (1933–2020), deutscher Wirtschaftsfunktionär
- Welf Werner, deutscher Volkswirtschaftler und Anglist
- Wendelin Werner (* 1968), französischer Mathematiker
- Wilfried Werner (1930–2024), deutscher Agrarwissenschaftler und Hochschullehrer
- Wilhelm Werner (Geodät) (1850–1915), deutscher Geodät und Hochschullehrer
- Wilhelm Werner (Rennfahrer, 1874) (1874–1947), deutscher Automobilrennfahrer
- Wilhelm Werner (Kunstsammler) (1886–1975), deutscher Tischler und Kunstsammler
- Wilhelm Werner (SS-Mitglied) (1888–1945), deutscher Marineoffizier, Politiker (NSDAP) und SS-Führer
- Wilhelm Werner (Politiker, I), österreichischer Politiker (LBd), Kärntner Landtagsabgeordneter
- Wilhelm Werner (Aktion-T4-Opfer) (1898–1940), deutscher Psychiatriepatient, Zeichner und Aktion-T4-Opfer
- Wilhelm Werner (Politiker, 1912) (1912–nach 1967), deutscher Politiker (NDPD), MdV
- Wilhelm Werner (Rennfahrer, II), österreichischer Motorradrennfahrer
- Wilhelmine Unzelmann-Werner (1802–1871), deutsche Schauspielerin und Sängerin
- William Werner (1893–1970), deutscher Automobilmanager
- Willy Werner (1868–1931), deutscher Bildnis- und Genremaler
- Winfried Werner (Politiker, 1952) (* 1952), deutscher Politiker (SPD) und Landrat
- Winfried Werner (Politiker, 1958) (* 1958), deutscher Politiker (CDU), MdA
- Wolf Werner (1942–2018), deutscher Fußballtrainer
- Wolfgang Werner (Mediziner) (* 1939), deutscher Psychiater und Hochschullehrer
- Wolfgang Werner (Kunsthändler) (* 1944), deutscher Kunsthändler und Autor
- Wolfgang Werner (Theologe) (* 1948), deutscher Theologe
- Wolfgang Werner (Politiker, 1949) (* 1949), deutscher Politiker (SPD)
- Wolfgang Werner (Politiker, 1952) (* 1952), deutscher Politiker (SPD, parteilos)
- Wolfgang Werner (Intendant) (* 1963), österreichischer Theater- und Festspiel-Intendant
- Wolfgang Werner (Spieleautor), deutscher Spieleautor
- Wolfgang Ludwig Werner (* 1953), deutscher Tropenforscher
- Wolfgang M. Werner (* 1946), deutscher Prähistoriker
- Wolfgang Ulrich Werner (1941–2022), deutscher Drogist und Theaterleiter
- Woty Werner (1903–1971), deutsche Malerin und Grafikerin
- Wulf-Paul Werner (1955–2005), deutscher Lokalpolitiker

#### Y
- Yehudah L. Werner (* 1931), israelischer Zoologe

#### Z
- Zacharias Werner (1768–1823), deutscher Dichter
- Zoé Werner (* 2005), deutsche Fußballspielerin

### Fiktive Personen
- Paul Werner, Wachtmeister, Figur in Minna von Barnhelm von Gotthold Ephraim Lessing
- Werner, Comicfigur von Rötger Feldmann (alias Brösel), siehe Werner (Comic)
- Werner van Kooten, Sozialarbeiter in den Filmen der Flodder-Reihe
- Werner von Ebrennac, frankophiler Wehrmachtsoffizier in Vercors’ Das Schweigen des Meeres[4]

## Sonstiges
- Liste der Adelsgeschlechter namens Werner
- Werner-Syndrom, benannt nach seinem Entdecker, dem Mediziner Otto Werner.
- Bettfedern- und Daunenfabrik Werner & Ehlers
- Werner (Verkehrsunternehmen) in Bensheim